# René Quinton
 (novembre 2020).
Motif : affirmations pro-pseudomédecines présentées sans contradiction (loi de constance osmotique complètement bidon et réfutée
Pour les articles homonymes, voir Quinton.
René Quinton, né le 15 décembre 1866 à Chaumes-en-Brie (Seine-et-Marne) et mort le 9 juillet 1925 à Paris, est un naturaliste, physiologiste et biologiste français. Autodidacte, il élabore une théorie sur l’origine et la nature marine des organismes vivants.

## Biographie
René Quinton est né le 15 décembre 1866 dans la ville de Chaumes-en-Brie (Seine-et-Marne), fils de Marie Amyot et de Paul Quinton, médecin et maire de Chaumes.
Il fait ses études au lycée Chaptal à Paris, puis il se consacre ensuite à la littérature en écrivant romans et pièces de théâtre, avec Flaubert pour modèle. À 22 ans, il entreprend des voyages dans les pays méditerranéens puis revient à Paris étudier la géologie, la paléontologie et la biologie au Muséum d’histoire naturelle.
À partir de 1895, René Quinton va élaborer une théorie selon laquelle certaines conditions de température, de composition et de concentration en composés chimiques du milieu dans lequel évoluent les cellules vivantes sont optimales pour le développement et l'activité de ces cellules. Selon Quinton, la température est un des grands moteurs de l’évolution[réf. nécessaire], et les conditions idéales seraient celles du milieu marin aux origines de la vie. Encouragé et aidé par le médecin Étienne-Jules Marey, soutenu également par le zoologiste Edmond Perrier, il publiera ainsi L’Eau de mer, milieu organique (1905) exposant ses travaux sur le sujet. Il écrit : « En face des variations de tout ordre que peuvent subir au cours des âges les différents habitats, la vie animale, apparue à l’état de cellule dans des conditions physiques et chimiques déterminées, tend à maintenir, pour son haut fonctionnement cellulaire, à travers la série zoologique, les cellules constitutives des organismes dans le milieu marin des origines. » C’est le principe que son auteur appelle « Loi générale de Constance originelle ».
Les travaux de René Quinton sur l’intérêt thérapeutique de l’eau de mer sont présentés à l’Académie de médecine en juin 1905 sous le titre : « Mémoire sur l’eau de mer en injection sous-cutanée isotonique dans dix-huit cas de tuberculose »,. En dépit du scepticisme et des résistances auxquelles se heurtait la nouveauté du traitement, René Quinton ouvre à ses frais, le 26 mars 1907, le premier « dispensaire marin », rue de l'Arrivée à Paris. Mettant en application sa théorie, il injecte à ses patients le plasma marin Quinton présenté comme ayant des vertus thérapeutiques, et aurait obtenu des résultats satisfaisants sur de jeunes patients moribonds, en particulier des enfants souffrant de rachitisme, et ceux atteints de choléra. Les patients affluent (300 injections par jour)[réf. souhaitée]; cela le conduit à la création d’autres dispensaires, à Paris. En 1911, il donne une conférence sur une question d’évolution, à savoir la persistance, à travers toutes les transformations animales, du milieu marin primitif.
Sa théorie biologique où l’oiseau est considéré comme le roi de la création le conduit à s’intéresser par la suite à l’aéronautique. En septembre 1908, René Quinton, ami de Ferdinand Ferber, fonde et préside la Ligue nationale aérienne, qui réunit des personnalités comme Henry Deutsch de la Meurthe, Paul Painlevé ou encore Ernest Archdeacon. Sa passion pour le sujet le conduit à sensibiliser l’opinion publique et à convertir industriels et personnalités politiques au rêve aérien. La ligue crée la première école de pilotage au monde à Juvisy, dirigée par Ferdinand Ferber.
En 1914, René Quinton a 48 ans. Capitaine de réserve dans l’artillerie, il est mobilisé dès le mois d’août. Il est promu chef d'escadron puis lieutenant-colonel d'artillerie de réserve. Chevalier de la Légion d'honneur depuis 1913, il est promu officier en 1917 puis commandeur en 1921. Blessé à plusieurs reprises, il est cité sept fois, portant ainsi la croix de guerre avec cinq palmes et deux étoiles. Ses faits d’armes lui valent les éloges du Maréchal Foch : « Officier de la plus rare intrépidité dont il est impossible d’énumérer les actes de bravoure… S’est affirmé comme un excellent commandant de groupe, ayant la plus grande autorité et sachant obtenir de son personnel le rendement maximum. » Il est aussi chevalier de l'Ordre de Léopold de Belgique.
René Quinton meurt le 9 juillet 1925 à Paris, à l’âge de 58 ans, d’une crise d'angine de poitrine. Ses obsèques ont lieu à l'église Saint-Ferdinand-des-Ternes.
L’œuvre de René Quinton, dont le succès fut fulgurant de son vivant, est rapidement tombée dans un oubli relatif. Sa méthode thérapeutique reste largement pratiquée en France et à l’étranger, dans le cadre des médecines dites « non conventionnelles » : son serum est toujours vendu en pharmacie.

## Thérapeutique

### Introduction
À la fin du XIXe siècle, René Quinton commence à pratiquer sa méthode thérapeutique dans les hôpitaux parisiens, avant de créer des « dispensaires marins ».
La thérapie par le « plasma marin de Quinton » est l’aboutissement pratique des théories et des expériences du biologiste. Le plasma de Quinton n’est pas considéré comme un médicament.
L'Intransigeant écrit au début du XXe siècle : « Les travaux de Pasteur apportent une conception de la maladie. Ceux de Quinton nous apportent une conception de la santé. Qu’est-ce qu’un sérum de Pasteur ? C’est un sérum particulier à une maladie et contre cette maladie, un sérum qui attaque un microbe donné et aucun autre. Qu’est-ce que l’eau de mer ? C’est un sérum qui n’attaque aucun microbe particulier, sinon qu’il donne à la cellule organique la force pour lutter contre tous les microbes ».

### Historique
La thérapie par le plasma de Quinton reste historiquement associée aux fléaux sanitaires du début du XXe siècle, particulièrement dans le domaine pédiatrique : choléra infantile . Cependant ce plasma est dénué de tout effet médical si ce n'est celui d'un sérum physiologique pouvant servir à hydrater et restaurer les électrolytes (comme le ferait de l'eau sucrée et salée).
Dans la première moitié du XXe siècle, de nombreuses études sont menées sur le sujet, notamment par les docteurs Macé, Potocki et Jarricot, ce dernier se consacrant essentiellement à la pédiatrie. Les études se sont poursuivies même après 1950 et ont été commémorées à l'occasion d'un centenaire en 2004.
Depuis on notera  les travaux de JM Sempere de l'université d'Alicante sur le lupus érythémateux et la polyarthrite rhumatoïde, des travaux menés à Taiwan (School of Pharmacy, China Medical University) sur des problèmes cardiovasculaires et en Chine, d'autres en Irlande sur les maladies pulmonaires  et d'autres répertoriés par la fondation René Quinton sur son site

## Héritage et hommage
Il n'a jamais été montré que le plasma marin de Quinton possède le moindre bénéfice supérieur à celui d'une simple solution physiologique.
La thérapie marine est désormais utilisée le plus souvent dans le cadre dit des « médecines naturelles » malgré l'absence de toute preuve scientifique du moindre effet.
La rue René Quinton à Fontainebleau honore sa mémoire.

## Publications
- L'eau de mer, milieu organique : constance du milieu marin originel, comme milieu vital des cellules, à travers la série animale, Paris, Masson et Cie, 1904, 504 p. (lire en ligne)
- L'Eau de mer en injections isotoniques sous-cutanées en pavillon des débiles de la maternité, Olivier Macé et René Quinton, Paris : Doin , 1905
- Le Plasma marin en injections sous-cutanées dans les gastro-entérites infantiles : communication à la Conférence nationale des gouttes de lait, Fécamp, 26-28 mai 1912, Olivier Macé,..., R. Quinton, Paris : Dispensaires marins de Paris, 1912
- L'eau de mer milieu organique : constance du milieu marin originel, comme milieu vital des cellules, à travers la série animale, René Quinton,..., 2e éd., Paris : Masson , 1912
- Maximes sur la guerre, préf. d'Yves Christen, Paris : Les Éditions du porte-glaive , 1989
- L'eau de mer milieu organique : constance du milieu marin originel comme milieu vital des cellules, à travers la série animale, Paris : Encre , DL 1995
- Les Deux pôles foyers d'origine : Origine australe de l'homme, introduction de Jules de Gaultier, Paris : A. Colin , 1933
- Maximes sur la guerre, Paris : B. Grasset , 1930[23]